# Бах-и-Рита, Пол
Пол Бак-и-Рита (англ. Paul Bach-y-Rita; 4 апреля 1934 — 20 ноября 2006) — американский нейрофизиолог. Уникальный специалист в целом ряде областей: медицине, психофармакологии, нейрофизиологии глаза, психофизиологии зрения и биоинженерной технике. Наибольшую известность имеет его деятельность в области нейропластичности.
Им был создан прибор, который теперь продаётся под названием BrainPort, основой которого является матрица электродов (до 20 на 20 штук), присоединяемых к языку. На матрицу может подаваться различная информация, например, сигнал с видеокамеры. «Мы видим благодаря нашему мозгу, а не глазам» — говорит Бах-и-Рита. Благодаря нейропластичности уже после применения прибора у слепых визуальная информация начинает достигать зрительной коры, и они начинают ориентироваться в пространстве.